# Монмало
Монмало́ (кат. Montmeló) - муніципалітет, розташований в Автономній області Каталонія, в Іспанії. Код муніципалітету за номенклатурою Інституту статистики Каталонії - 81350. Знаходиться у районі (кумарці) Бальєс-Уріантал (коди району - 41 та VR) провінції Барселона, згідно з новою адміністративною реформою перебуватиме у складі Баґарії (округи) Барселона. 

## Населення
Населення міста (у 2007 р.) становить 8.873 особи (з них менше 14 років - 15,9%, від 15 до 64 - 70,3%, понад 65 років - 13,8%). У 2006 р. народжуваність склала 104 особи, смертність - 56 осіб, зареєстровано 27 шлюбів. У 2001 р. активне населення становило 4.465 осіб, з них безробітних - 405 осіб.

Серед осіб, які проживали на території міста у 2001 р., 5.012 народилися в Каталонії (з них 3.176 осіб у тому самому районі, або кумарці), 3.119 осіб приїхало з інших областей Іспанії, а 461 особа приїхала з-за кордону. 

Університетську освіту має 6,6% усього населення. 

У 2001 р. нараховувалося 2.914 домогосподарств (з них 14,4% складалися з однієї особи, 26,5% з двох осіб,23,4% з 3 осіб, 25,6% з 4 осіб, 7,7% з 5 осіб, 1,7% з 6 осіб, 0,5% з 7 осіб, 0,1% з 8 осіб і 0,1% з 9 і більше осіб).

Активне населення міста у 2001 р. працювало у таких сферах діяльності : у сільському господарстві - 0,5%, у промисловості - 42,6%, на будівництві - 9% і у сфері обслуговування - 47,9%. 

 У муніципалітеті або у власному районі (кумарці) працює 3.491 особа, поза районом - 2.846 осіб.

### Доходи населення
У 2002 р. доходи населення розподілялися таким чином :
| \| Доходи населення за статтями доходів \| Доходи населення за статтями доходів \| Доходи населення за статтями доходів \| \| Рік \| 2002 р. \| 2001 р. \| \| ------------------------------------ \| ------------------------------------ \| ------------------------------------ \| \| Заробітна платня \| 68,6% \| 70,3% \| \| Доходи від ведення бізнесу \| 16,8% \| 16% \| \| Соціальна допомога \| 14,6% \| 13,7% \| |         |         |
| Доходи населення за статтями доходів |         |         |
| Рік | 2002 р. | 2001 р. |
| Заробітна платня | 68,6%   | 70,3%   |
| Доходи від ведення бізнесу | 16,8%   | 16%     |
| Соціальна допомога | 14,6%   | 13,7%   |

### Безробіття
У 2007 р. нараховувалося 348 безробітних (у 2006 р. - 380 безробітних), з них чоловіки становили 44,5%, а жінки - 55,5%.

## Економіка
У 1996 р. валовий внутрішній продукт розподілявся по сферах діяльності таким чином :
| \| Валовий внутрішній продукт \| Валовий внутрішній продукт \| Валовий внутрішній продукт \| \| Рік \| 1996 р. \| 1991 р. \| \| -------------------------- \| -------------------------- \| -------------------------- \| \| Сільське господарство \| 0,2% \| 0,2% \| \| Промисловість \| 66,3% \| 73,8% \| \| Будівництво \| 4,7% \| 4,6% \| \| Послуги \| 28,8% \| 21,3% \| |         |         |
| Валовий внутрішній продукт |         |         |
| Рік | 1996 р. | 1991 р. |
| Сільське господарство | 0,2%    | 0,2%    |
| Промисловість | 66,3%   | 73,8%   |
| Будівництво | 4,7%    | 4,6%    |
| Послуги | 28,8%   | 21,3%   |

### Підприємства міста

#### Промислові підприємства
| \| Промислові підприємства міста, за сферою діяльності \| Промислові підприємства міста, за сферою діяльності \| Промислові підприємства міста, за сферою діяльності \| \| Рік \| 2002 р. \| 2001 р. \| \| --------------------------------------------------- \| --------------------------------------------------- \| --------------------------------------------------- \| \| Енергетичні та водні ресурси \| 0% \| 0% \| \| Хімія та метали \| 11,3% \| 9,8% \| \| Переробка металів \| 50,9% \| 49,1% \| \| Продукти харчування \| 1,9% \| 1,8% \| \| Текстиль \| 10,4% \| 10,7% \| \| Виробництво меблів, видання \| 22,6% \| 24,1% \| \| Інше \| 2,8% \| 4,5% \| \| Усього підприємств \| 106 \| 112 \| |         |         |
| Промислові підприємства міста, за сферою діяльності |         |         |
| Рік | 2002 р. | 2001 р. |
| Енергетичні та водні ресурси | 0%      | 0%      |
| Хімія та метали | 11,3%   | 9,8%    |
| Переробка металів | 50,9%   | 49,1%   |
| Продукти харчування | 1,9%    | 1,8%    |
| Текстиль | 10,4%   | 10,7%   |
| Виробництво меблів, видання | 22,6%   | 24,1%   |
| Інше | 2,8%    | 4,5%    |
| Усього підприємств | 106     | 112     |

#### Роздрібна торгівля
| \| Підприємства роздрібної торгівлі міста, за сферою діяльності \| Підприємства роздрібної торгівлі міста, за сферою діяльності \| Підприємства роздрібної торгівлі міста, за сферою діяльності \| \| Рік \| 2002 р. \| 2001 р. \| \| ------------------------------------------------------------ \| ------------------------------------------------------------ \| ------------------------------------------------------------ \| \| Продукти харчування \| 38,9% \| 37,8% \| \| Одяг та взуття \| 15% \| 16% \| \| Товари для дому \| 11,5% \| 10,1% \| \| Книги та періодичні видання \| 0% \| 0% \| \| Промислова хімічна продукція \| 7,1% \| 7,6% \| \| Продукція, пов'язана з транспортними засобами \| 4,4% \| 4,2% \| \| Інше \| 23% \| 24,4% \| \| Усього підприємств \| 113 \| 119 \| |         |         |
| Підприємства роздрібної торгівлі міста, за сферою діяльності |         |         |
| Рік | 2002 р. | 2001 р. |
| Продукти харчування | 38,9%   | 37,8%   |
| Одяг та взуття | 15%     | 16%     |
| Товари для дому | 11,5%   | 10,1%   |
| Книги та періодичні видання | 0%      | 0%      |
| Промислова хімічна продукція | 7,1%    | 7,6%    |
| Продукція, пов'язана з транспортними засобами | 4,4%    | 4,2%    |
| Інше | 23%     | 24,4%   |
| Усього підприємств | 113     | 119     |

#### Сфера послуг
| \| Підприємства міста, що працюють у сфері послуг, за діяльністю \| Підприємства міста, що працюють у сфері послуг, за діяльністю \| Підприємства міста, що працюють у сфері послуг, за діяльністю \| \| Рік \| 2002 р. \| 2001 р. \| \| ------------------------------------------------------------- \| ------------------------------------------------------------- \| ------------------------------------------------------------- \| \| Гуртова торгівля \| 11,7% \| 12,6% \| \| Готелі та готельний бізнес \| 21,5% \| 21,4% \| \| Транспорт та зв'язок \| 24,9% \| 25,2% \| \| Посередницькі фінансові послуги \| 3,8% \| 3,4% \| \| Послуги підприємствам \| 3,8% \| 3,4% \| \| Послуги фізичним особам \| 26,4% \| 26,3% \| \| Нерухомість та ін. \| 7,9% \| 7,6% \| \| Усього підприємств \| 265 \| 262 \| |         |         |
| Підприємства міста, що працюють у сфері послуг, за діяльністю |         |         |
| Рік | 2002 р. | 2001 р. |
| Гуртова торгівля | 11,7%   | 12,6%   |
| Готелі та готельний бізнес | 21,5%   | 21,4%   |
| Транспорт та зв'язок | 24,9%   | 25,2%   |
| Посередницькі фінансові послуги | 3,8%    | 3,4%    |
| Послуги підприємствам | 3,8%    | 3,4%    |
| Послуги фізичним особам | 26,4%   | 26,3%   |
| Нерухомість та ін. | 7,9%    | 7,6%    |
| Усього підприємств | 265     | 262     |

## Житловий фонд
У 2001 р. 4% усіх родин (домогосподарств) мали житло метражем до 59 м2, 51,2% - від 60 до 89 м2, 33% - від 90 до 119 м2 і
11,8% - понад 120 м2.

З усіх будівель у 2001 р. 68,9% було одноповерховими, 12,6% - двоповерховими, 5,1
% - триповерховими, 7% - чотириповерховими, 3,9% - п'ятиповерховими, 2% - шестиповерховими,
0,1% - семиповерховими, 0,4% - з вісьмома та більше поверхами.

## Автопарк
| \| Автомобілі, зареєстровані у місті, за призначенням \| Автомобілі, зареєстровані у місті, за призначенням \| Автомобілі, зареєстровані у місті, за призначенням \| \| Рік \| 2006 р. \| 2005 р. \| \| -------------------------------------------------- \| -------------------------------------------------- \| -------------------------------------------------- \| \| Приватні автомобілі \| 72,7% \| 74,5% \| \| Мотоцикли \| 6,6% \| 6% \| \| Вантажівки \| 15,4% \| 14,9% \| \| Трактори \| 1% \| 1% \| \| Автобуси та ін. \| 4,2% \| 3,6% \| \| Усього автомобілів \| 5.745 шт. \| 5.520 шт. \| |           |           |
| Автомобілі, зареєстровані у місті, за призначенням |           |           |
| Рік | 2006 р.   | 2005 р.   |
| Приватні автомобілі | 72,7%     | 74,5%     |
| Мотоцикли | 6,6%      | 6%        |
| Вантажівки | 15,4%     | 14,9%     |
| Трактори | 1%        | 1%        |
| Автобуси та ін. | 4,2%      | 3,6%      |
| Усього автомобілів | 5.745 шт. | 5.520 шт. |

## Вживання каталанської мови
У 2001 р. каталанську мову у місті розуміли 89,5% усього населення (у 1996 р. - 90,6%), вміли говорити нею 59,8% (у 1996 р. - 
62%), вміли читати 56,6% (у 1996 р. - 54,3%), вміли писати 38,7
% (у 1996 р. - 39,5%). Не розуміли каталанської мови 10,5%.

## Політичні уподобання
У виборах до Парламенту Каталонії у 2006 р. взяло участь 3.694 особи (у 2003 р. - 4.247 осіб). Голоси за політичні сили розподілилися таким чином:
| \| Вибори до Парламенту Каталонії \| Вибори до Парламенту Каталонії \| Вибори до Парламенту Каталонії \| \| Рік \| 2006 р. \| 2003 р. \| \| -------------------------------------- \| ------------------------------ \| ------------------------------ \| \| Конвергенція та Єднання (CiU) \| 23,8% \| 22,4% \| \| Соціалістична партія Каталонії (PSC) \| 38,3% \| 42,3% \| \| Народна партія (PP) \| 12,7% \| 12,4% \| \| Ініціатива за зелену Каталонію (IC) \| 11,9% \| 12,8% \| \| Республіканська лівиця Каталонії (ERC) \| 7,9% \| 9% \| \| Громадянська партія (C's) \| 3,2% \| 0% \| \| Інші \| 2,2% \| 1,2% \| |         |         |
| Вибори до Парламенту Каталонії |         |         |
| Рік | 2006 р. | 2003 р. |
| Конвергенція та Єднання (CiU) | 23,8%   | 22,4%   |
| Соціалістична партія Каталонії (PSC) | 38,3%   | 42,3%   |
| Народна партія (PP) | 12,7%   | 12,4%   |
| Ініціатива за зелену Каталонію (IC) | 11,9%   | 12,8%   |
| Республіканська лівиця Каталонії (ERC) | 7,9%    | 9%      |
| Громадянська партія (C's) | 3,2%    | 0%      |
| Інші | 2,2%    | 1,2%    |

У муніципальних виборах у 2007 р. взяло участь 3.938 осіб (у 2003 р. - 4.394 особи). Голоси за політичні сили розподілилися таким чином:
| \| Муніципальні вибори \| Муніципальні вибори \| Муніципальні вибори \| \| Рік \| 2007 р. \| 2003 р. \| \| -------------------------------------- \| ------------------- \| ------------------- \| \| Конвергенція та Єднання (CiU) \| 8,9% \| 11,2% \| \| Соціалістична партія Каталонії (PSC) \| 38,1% \| 49,8% \| \| Народна партія (PP) \| 6,9% \| 7,6% \| \| Ініціатива за зелену Каталонію (IC) \| 29,4% \| 24,7% \| \| Республіканська лівиця Каталонії (ERC) \| 8,8% \| 6,6% \| \| Громадянська партія (C's) \| 0% \| 0% \| \| Інші \| 7,8% \| 0% \| |         |         |
| Муніципальні вибори |         |         |
| Рік | 2007 р. | 2003 р. |
| Конвергенція та Єднання (CiU) | 8,9%    | 11,2%   |
| Соціалістична партія Каталонії (PSC) | 38,1%   | 49,8%   |
| Народна партія (PP) | 6,9%    | 7,6%    |
| Ініціатива за зелену Каталонію (IC) | 29,4%   | 24,7%   |
| Республіканська лівиця Каталонії (ERC) | 8,8%    | 6,6%    |
| Громадянська партія (C's) | 0%      | 0%      |
| Інші | 7,8%    | 0%      |